# 타바사란인
타바사란인(러시아어: Табасараны)은 주로 러시아에서 수니파 이슬람을 신봉하는 민족으로, 다게스탄 공화국에 10만명 이상이 살고 있으며, 스타브로폴 지방과 로스토프주, 크라스노다르 지방, 사라토프주 그리고 카자흐스탄과 우크라이나에 소수가 살고 있다.
장대높이뛰기 선수인 옐레나 이신바예바도 혼혈 타바사란인이다.